# فرانك سي. أوربانسيك جونيور
فرانك سي. أوربانسيك (1951 – 17 مايو 2016) كان ضابطًا مهنيًا في السلك الدبلوماسي الأمريكي، شغل منصب سفير الولايات المتحدة لدى قبرص، والقائم بالأعمال بالإنابة، ونائب رئيس البعثة في سفارة الولايات المتحدة في الكويت بين عامي 2002 و2004. كما عمل قنصلًا عامًا في إسطنبول، تركيا، وكان مسؤولًا عن إدارة حزمة مساعدات تبلغ قيمتها عدة ملايين من الدولارات عقب زلزال مدمر عام 1999.

## التعليم
حصل أوربانسيك على درجة البكالوريوس في الأدب الفرنسي من جامعة نيويورك عام 1974، ودرجة الماجستير في التاريخ البيزنطي من كلية مدينة نيويورك عام 1978، ودرجة الماجستير في إستراتيجية الأمن القومي من جامعة الدفاع الوطني في واشنطن العاصمة عام 1993.

## المسيرة المهنية
شغل أوربانسيك منصب نائب مساعد الوزير الرئيسي ونائب المنسق في مكتب منسق مكافحة الإرهاب. وخلال عمله في الكويت، «نسّق أولويات الولايات المتحدة مع الحكومة المضيفة، وأدار العلاقات الثنائية لضمان وصول القوات الأمريكية وقوات التحالف إلى العراق عام 2003».